# Sibylle Lewitscharoff
Sibylle Lewitscharoff (Stuttgart, 16 de abril de 1954 – 13 de mayo de 2023) fue una autora alemana.

## Biografía
Hija de madre alemana y de un médico búlgaro que emigró a Alemania a fines de la década de 1940. Sibylle Lewitscharoff pasó su infancia y juventud en Stuttgart, donde cursó el bachillerato y se interesó por las ideas trotskistas. Luego realizó estudios de Historia Religiosa en la Universidad Libre de Berlín y también pasó un tiempo en Buenos Aires y París antes de trabajar como contadora en una agencia de publicidad en Berlín.
Entre sus novelas se encuentran Pong, Apostoloff y Blumenberg. Recibió varios premios literarios alemanes, incluido el Premio Georg Büchner en 2013.

## Libros
- 1994, 36 justos. ISBN 3-927024-00-7
- 1999, El educado Harold ISBN 3-8270-0349-0
- 2003, Montgomery ISBN 978-3-421-05680-1
- 2009, Apostoloff ISBN 3-518-42061-5
- 2011, Blumenberg ISBN 978-3-518-42244-1

## Premios
- 1998: Premio Ingeborg Bachmann
- 2006: Premio de Literatura Kranichstein
- 2007: Premio de las Casas de la Literatura
- 2007: Miembro de la Academia Alemana de Lengua y Literatura
- 2008: Premio Marie Luise Kaschnitz
- 2009: Premio de la Feria del Libro de Leipzig, por su novela Apostoloff (categoría: ficción)
- 2009: Spycher: Premio de Literatura Leuk
- 2009: Lista de lo mejor del Premio de la Crítica Discográfica Alemana por el audiolibro Apostoloff, que ella misma leyó.
- 2010: Premio de Literatura de Berlín
- 2010: Miembro de la Academia de las Artes de Berlín.
- 2011: Premio Kleist
- 2011: Premio Ricarda Huch
- 2011: Premio Marieluise Fleier
- 2011: Premio de Literatura Wilhelm Raabe, por la novela Blumenberg.
- 2011: nominación al Premio German Book  (finalista) con la novela Blumenberg.
- 2011 - 2012: becaria de la casa de artistas internacional Villa Concordia en Bamberg.
- 2013: becaria de la Academia Alemana Roma Villa Massimo.
- 2013: Premio Georg Büchner.